# Henrik Brockenhuus-Schack
Hans Henrik Sophus Adam greve Brockenhuus-Schack (17. april 1900 i Stockholm – 4. juni 1990) var en dansk erhvervsmand, bror til Eiler Brockenhuus-Schack.
Han var søn af kammerherre, greve Frands Brockenhuus-Schack og hustru Dagmar f. komtesse Danneskiold-Samsøe, blev student fra Metropolitanskolen 1918, sekondløjtnant i Livgarden, cand.polyt. 1924 og ansat i Det Store Nordiske Telegraf-Selskab 1925. Han var direktør for selskabets afdeling i England 1946-1965. Chairman for The Anglo-Danish Society, London 1954-1961 og Kommandør af Dannebrog.
Han blev gift 7. oktober 1932 med Alette f. Krag-Juel-Vind-Frijs (dekoreret med R. af Dbg.) (21. februar 1909 på Halsted Kloster – ?), datter af hofjægermester, lensgreve Frederik Krag-Juel-Vind-Frijs og hustru Helle f. komtesse Krag-Juel-Vind-Frijs.